# Shell Beach (Guyana)
Shell Beach is een natuurreservaat aan de Atlantische Oceaan in de regio Barima-Waini van Guyana tegen de grens van Venezuela. Het is beschermd omdat zeeschildpadden hun eieren leggen op het strand. Het 120 km lange strand wordt bezocht door de soepschildpad, de karetschildpad, de lederschildpad, en de warana. Het beschermd gebied bestaat uit stranden en drasland.:VI

## Geschiedenis
In 2000 werd de Guyana Marine Conservation Society opgericht om het nestgebied van de zeeschildpadden te beschermen, maar ook rekening houden met de inheemse bevolking die in het gebied woont. Om bescherming te bieden moest de bevolking een alternatief worden aangeboden voor schildpaddenvlees en eieren. In 2011 werd het gebied beschermd als natuurreservaat.
Shell Beach bestaat uit negen stranden. Het binnenland bestaat voornamelijk uit moerassen en mangrovebossen.:5 De oceaan kent een hoge biodiversiteit, omdat het gebied zich tussen het estuarium van de Essequibo en de Orinoco bevindt, twee grote rivieren in Zuid-Amerika. Shell Beach is kwetsbaar vanwege kusterosie en bosbranden, hetgeen door klimaatverandering wordt versterkt.:6
Er bevinden zich inheemse dorpen naast of binnen Shell Beach.:7 De grootste dorpen zijn Almond Beach en Gwennie Beach met 150 tot 180 inwoners. Shell Beach ligt afgelegen en is moeilijk bereikbaar. Tours naar Shell Beach duren meestal meerdere dagen.

## Foto's

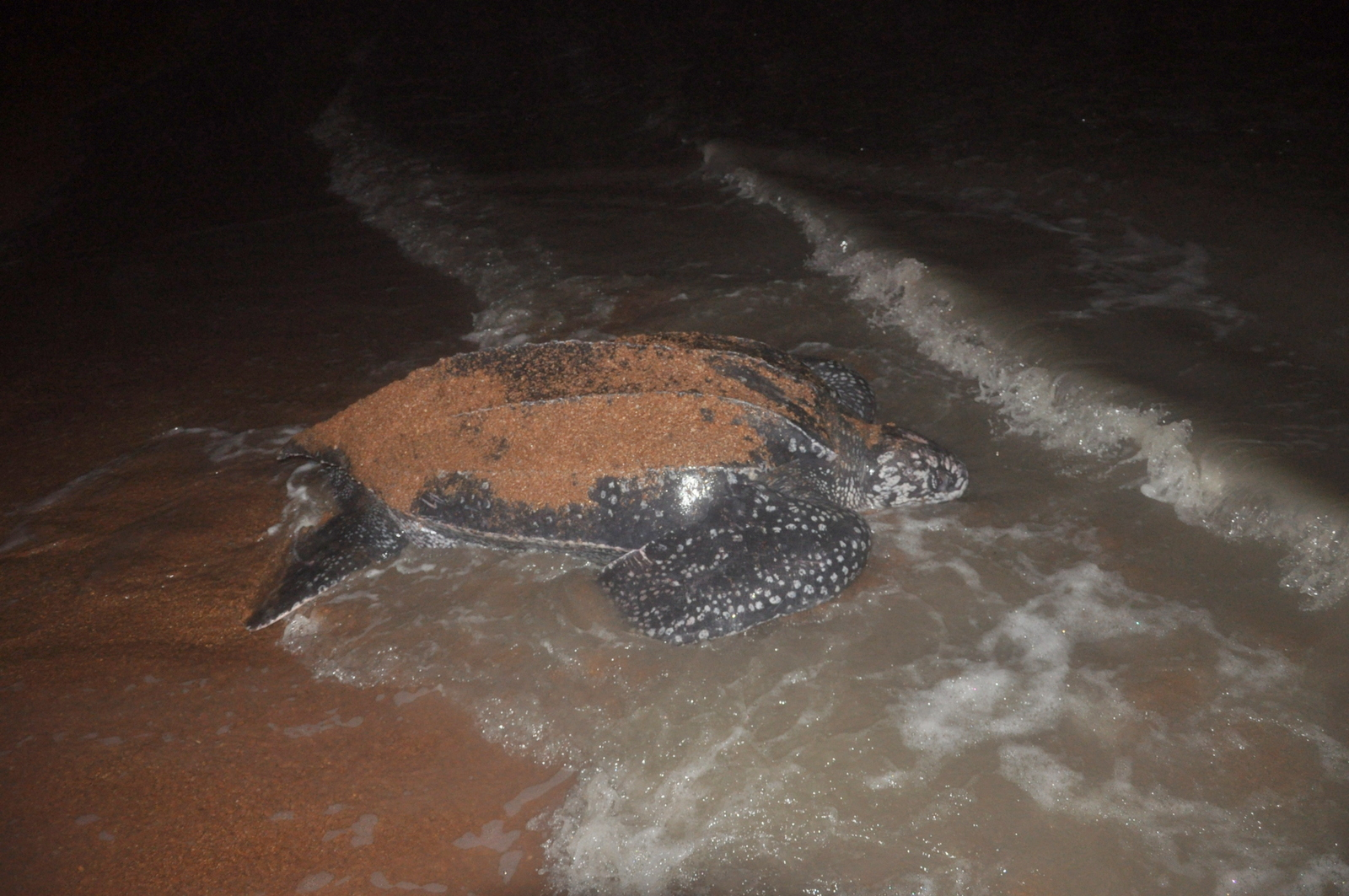
Lederschildpad keert terug naar de oceaan
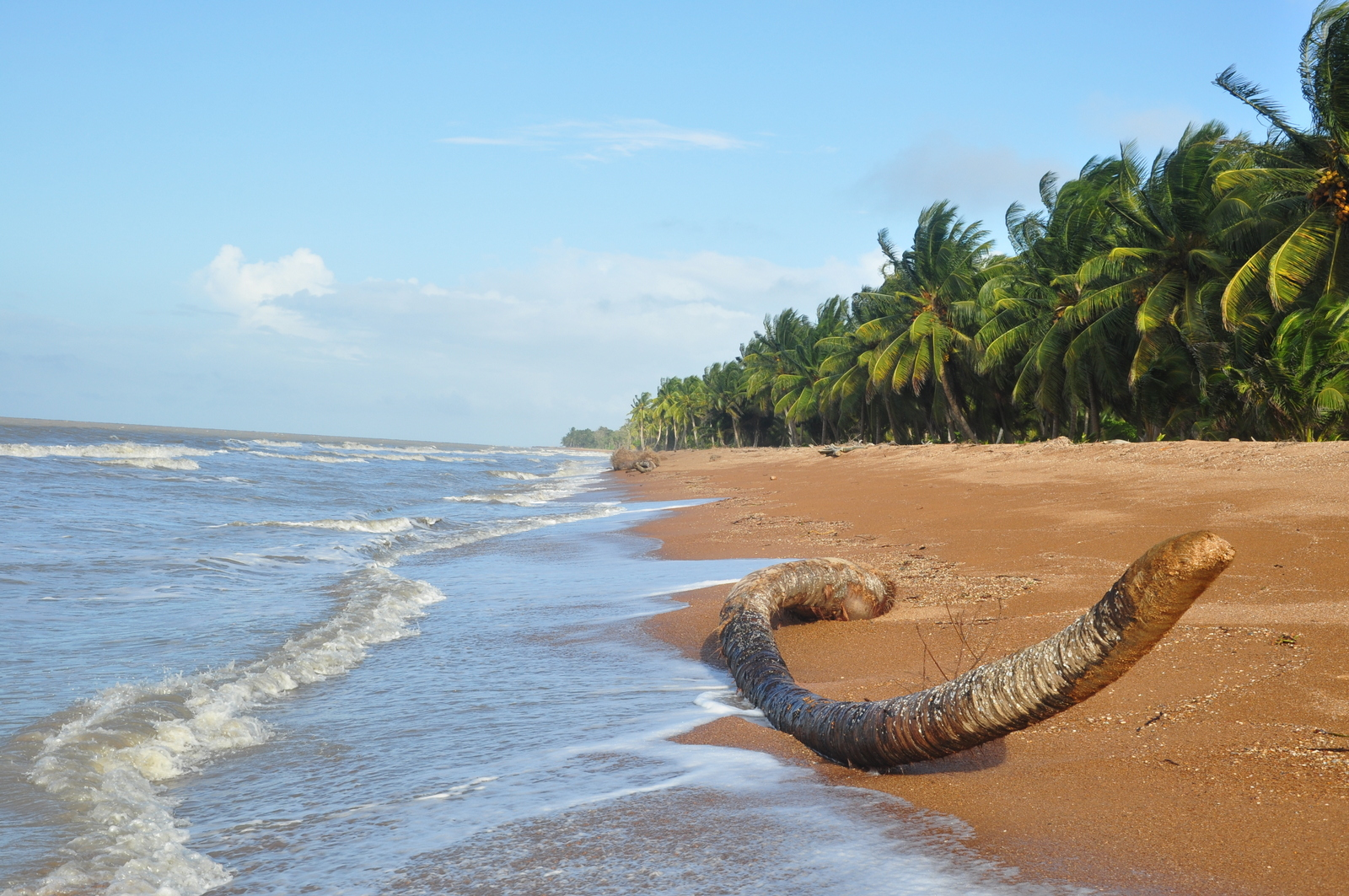
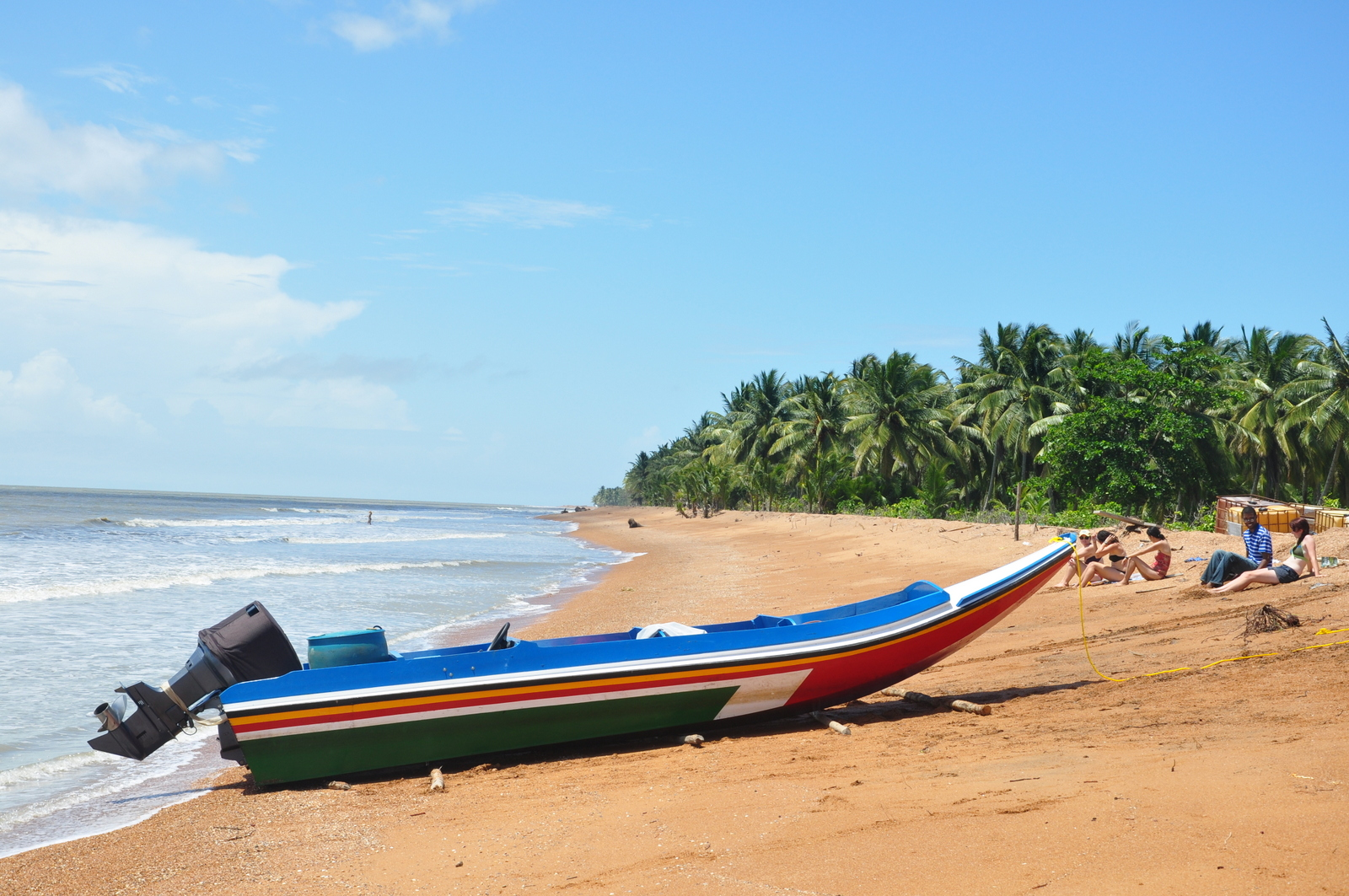
Speedboat en toeristen
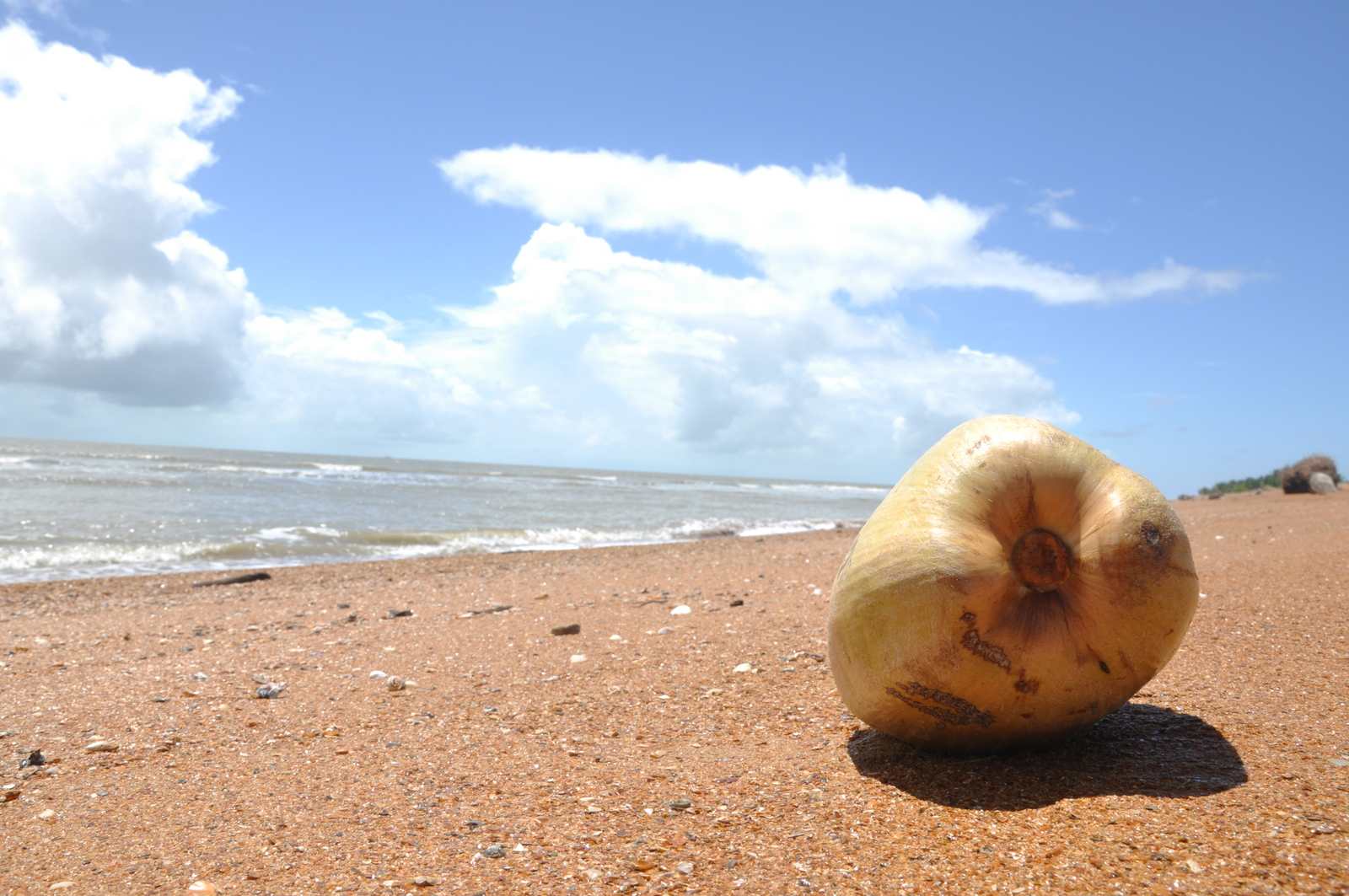
Kokosnoot